# Christian Bausch
Christian Felix Albert Eugen Bausch, född den 28 maj 1933 i Schwerin, Tyskland, död den 22 juli 2014 i Monchique, Portugal, var en svensk diplomat.

## Biografi
Christian Bausch var son till ryttmästare jur.dr. Rudolf Bausch och Gerd Margareta Lilliehöök af Fårdala. Han tog juris kandidatexamen i Stockholm 1961 innan han blev attaché vid Utrikesdepartementet (UD) 1961. Christian Bausch tjänstgjorde i London 1962, var ambassadsekreterare i Buenos Aires 1964, förste ambassadsekreterare 1966 och kanslisekreterare vid UD 1966. Han var departementssekreterare 1969, förste ambassadsekreterare i Bonn 1970, förste ambassadsekreterare i Madrid 1974 och ambassadråd 1977. 
Christian Bausch var därefter biträdande protokollchef vid UD 1979, ambassadör i Quito 1984-1989 och i Amman från 1990 till 1995.
Christian Bausch gifte sig första gången 1961 med Eszter Novotny de Radvanczi (född 1936) och andra gången 1975 med Maria-Christine Freiin Call zu Rosenberg und Kulmbach (född 1941), dotter till diplomingenjör Adolf Freiherr Call zu Rosenberg und Kulmbach och Mathilde von Fuchs.